# Меланостигма Беллинсгаузена
Меланостигма Беллинсгаузена (лат. Melanostigma bellingshauseni) — вид морских лучепёрых рыб рода меланостигм из семейства бельдюговых.

## История изучения
Вид был описан М. В. Орловской и А. В. Балушкиным по 10 экземплярам (голотип и паратипы), выловленным тралом научно-промыслового судна “Фиолент" в декабре 1972 года в рамках экспедиции АзЧерНИРО с глубин 1000–1010 м над подводным Кергеленским плато (51°10′6″ ю.ш., 71°24′8″ в.д.).
Видовое название bellingshauseni дано в честь одного из первооткрывателей Антарктиды, русского адмирала и полярного исследователя Ф. Ф. Беллинсгаузена.

## Описание
Рыба с низким, удлинённым и утончённым телом; длина тела варьирует от 50 до 180 мм. Кожа нежная, подвижная, голая (без чешуи), с тонким желеобразным слоем. Голова небольшая, с очень крутым рыльным подъёмом, рот конечный, слабо скошен, задний край заходит за вертикаль зрачка. Ноздрей одна пара, снабжена кожными трубочками. Зубы на челюстях конические, подвижные, увеличиваются к передней части пасти. На предчелюстной кости у симфиза зубы расположены в два-три ряда, по мере продвижения вглубь рта число рядов падает до двух. Сошник и нёбо озублены (15 зубов в три ряда на сошнике у голотипа). Жаберное отверстие некрупное, расположено выше верхнего края грудного плавника. Жаберных лучей шесть, тычинки с неразветвлённые, широкие и длинные.
Число позвонков варьирует от 86 до 91 (21−23 туловищных и 64−68 хвостовых). Позвонки амфицельные, с крупными невральными дугами и большими зигапофизами. При сочленении презигапофизы покрывают постзигапофизы предшествующего позвонка. Парапофизы видны с 4-го позвонка. Верхние и нижние рёбра идут не далее 7-го позвонка. Гипуральные пластинки срощены с уростилярным позвонком. Предуростилярный позвонок без верхнего остистого отростка; слабо окостеневшее epurale нависает над ним. Примечательно, что два центра уростилярного позвонка одного из паратипов не срослись между собой, что является очень редкой мутацией для высших костистых рыб. 
Сейсмосенсорная система состоит из трёх соединяющихся за глазом (супраорбитального, инфраорбитального и темпорального) парных каналов, парных, но обособленных друг от друга и прочих частей системы преоперкуло-мандибулярных каналов и соединяющей темпоральные каналы супратемпоральной комиссуры. Корональная коммисура (соединяющая супраорбитальные каналы) отсутствует. Боковая линия состоит из трёх серий (предорсальная, дорсолатеральная и медиолатеральная).
В спинном плавнике 80-85 лучей, в анальном — 65-69, в грудных — 8, в хвостовом — 9-10.
Кожа полупрозрачная, светло-серого цвета, по бокам и сверху головы и туловища отливает синим, под ней просвечивает тёмная срединная часть туловища. Рыло, грудные плавники и носовые трубочки светлые. Вдоль хвоста идёт тёмная кайма по вершинам лучей плавников. Хвостовой плавник темнеет к концу, остальная часть в основном светло-коричневого цвета. Дыхательные перепонки и ротовая полость светло-коричневые, в то время как жаберная несколько темнее. Жаберные лепестки белого цвета, между наружним и внутренним рядами тычинок идёт коричневая перепонка. Единственные чёрные элементы окраски — перитонеум и кайма вокруг ануса.

## Биология
Глубоководный вид, известный на данный момент только с центральной части Кергеленского плато, но, возможно, распространённый гораздо шире. Все известные особи на момент поимки были неполовозрелыми; данных о времени и характере нереста неизвестны. Из-за крупных (более 150 мм в длину) размеров тела вид не может быть отнесён к группе карликовых видов меланостигм.